# Gina Rodriguez
Gina Rodriguez (* 30. července 1984, Chicago, Illinois, USA) je americká herečka. Nejvíce se proslavila rolemi Majy Tenerio v hudebním drama filmu Filly Broen, Bevelry v telenovele Báječní a bohatí. Během let 2014 až 2019 hrála roli Jane v seriálu stanice The CW Jane the Virgin, za roli získala Zlatý glóbus. Objevila se také v několika filmech Deepwater Horizon: Moře v plamenech (2016), Ferdinand (2017), Annihilation (2018), Přes hranici (2019) a Někdo skvělý (2019). Svůj hlas propůjčila animované postavičce Carmen Sandiego do stejnojmenného seriálu (2019).

## Životopis
Gina se narodila v Chicagu v Illinois portorikánským rodičům. Její otec Genaro Rodriguez je rozhodčí v boxu a má dvě starší sestry. V sedmi letech vystupovala v soutěži v salsa tanci Fantasia Juvenil a se salsou pokračovala až do svých 17 let. V šestnácti letech byla přijata na Kolumbijskou univerzitu. Navštěvovala Tish School of the Arts v New Yorku. Má za sebou čtyřletý trénink v Atlantic Theatre Company a Experimental Theatre Wing.

## Kariéra
Dne 19. října 2011 získala vedlejší roli Beverly v telenovele Báječní a bohatí. Získala roli v hudebním filmu Go for It, za kterou obdržela nominaci na 2011 Imagen Awards. Za roli ve filmu Filly Brown cenu Imagen získala. Dne 9. června 2013 získala cenu Inaugural Lupe Award. Dne 16. dubna 2013 bylo oznámeno, že jí byla nabídnuta role v seriálu stanice Lifetime Devious Maids, ale roli odmítla. Dne 16. října 2013 byla obsazena do filmu Sleeping With The Fishes.
23. února 2014 EW oznámil, že Gina získala hlavní roli v seriálu stanice The CW Jane the Virgin. Za roli v seriálu získala v roce 2015 ocenění Zlatý glóbus v kategorii Nejlepší herečka v seriálu (komedie nebo muzikál). V roce 2015 spolumoderovala ceremoniál Teen Choice Awards. V roce 2017 svůj hlas propůjčila do filmu The Star a po boku Natalie Portman si zahrála ve filmu Anihilace. Dne 4. června 2014 byla obsazena do dramatického filmu Sticky Notes. V roce 2018 začala produkovat a sama hraje v netflixovém filmu Někdo skvělý. V březnu 2018 podepsala smlouvu na propůjčení svého hlasu do animovaného seriálu Carmen Sandiego pro Netflix.

## Osobní život
V roce 2016 začala chodit s hercem a modelem Joem LoCicerou, se kterým se seznámila na natáčení seriálu Jane the Virgin. V roce 2018 se zasnoubili a 4. května 2019 se dvojice vzala. Oddal je Justin Baldoni, se kterým hrála v seriálu Jane the Virgin.

## Filmografie

### jako herečka

#### Film
| Rok  | Název                               | Role                 | Poznámka            |
| ---- | ----------------------------------- | -------------------- | ------------------- |
| 2008 | Calling It Quits                    | Dayplayer            |                     |
| 2008 | Ten: Thirty One                     | dívka ze souedství   | krátkometrážní film |
| 2009 | Osvaldo's                           | Ana Daisy            | krátkometrážní film |
| 2010 | Naše rodinná svatba                 | Družička             |                     |
| 2011 | Go for It!                          | Gina                 |                     |
| 2012 | Filly Brown                         | Majo Tonorio         |                     |
| 2012 | California Winter                   | Ofelia Ramirez       |                     |
| 2013 | Interstate                          | TNayeli              | krátkometrážní film |
| 2013 | Enter the Dangerous Mind            | Adrienne             |                     |
| 2013 | The Price We Pay                    | medička (hlas)       | krátkometrážní film |
| 2013 | Sleeping with the Fishes            | Alexis Fish          |                     |
| 2013 | Una Y Otra Y Otra Ve                | přítelkyně           | krátkometrážní film |
| 2014 | Since I Laid Eyes                   | Ilene                | krátkometrážní film |
| 2014 | C'est Jane                          | Jane                 | krátkometrážní film |
| 2016 | Návrat domů                         | Natalia              |                     |
| 2016 | Deepwater Horizon: Moře v plamenech | Andrea Fleytas       |                     |
| 2017 | The Star                            | Mary (hlas)          |                     |
| 2017 | Ferdinand                           | Una (hlas)           |                     |
| 2017 | Sharon 1.2.3                        | Cindy                |                     |
| 2018 | Annihilation                        | Anya Thorensen       |                     |
| 2018 | Yeti: Ledové dobrodružství          | Kolka (hlas)         |                     |
| 2019 | Přes hranici                        | Gloria Meyer         |                     |
| 2019 | Někdo skvělý                        | Jenny Young          | také producentka    |
| 2019 | Andy's Song                         | Tavi                 | krátkometrážní film |
| 2020 | Scoob!                              | Velma Dinkley (hlas) |                     |
| 2020 | Kajillionaire                       | Melanie              |                     |
| 2021 | Probuzení                           | Jill                 |                     |

#### Televize
| Rok        | Název                                  | Role                      | Poznámky                                                                         |
| ---------- | -------------------------------------- | ------------------------- | -------------------------------------------------------------------------------- |
| 2004       | Zákon a pořádek                        | Inez Soriano / Yolanda    | 2 díly                                                                           |
| 2005       | Jonny Zero: Útvar pro zvláštní oběti   | Rose                      | díl: „La Familia“                                                                |
| 2009       | Eleventh Hour                          | Robin                     | díl: „Subway“                                                                    |
| 2010       | 10 důvodů, proč tě nenávidím           | Danica                    | díl: „Meat Is Murder“                                                            |
| 2010       | Army Wives                             | Marisol Evans             | 3 díly                                                                           |
| 2010       | Moje super psycho úžasné šestnáctiny 2 | Courtney Ramirez          | TV film                                                                          |
| 2011       | Šťastní až do smrti                    | Rita                      | díl: „Why Can't You Read Me?“                                                    |
| 2011       | Mentalista                             | Elvia                     | díl: „Růžové šaty“                                                               |
| 2011–2012  | Báječní a bohatí                       | Beverly                   | vedlejší role, 15 dílů                                                           |
| 2012       | No Names                               | Megan                     | 3 díly                                                                           |
| 2013       | Longmire                               | Loma Dove                 | díl: „Party's Over“                                                              |
| 2013       | Rizzoli & Isles: Vraždy na pitevně     | Lourdes Santana           | díl: „Rychlé stroje“                                                             |
| 2014       | Wild Blue                              | Pilar Robles              | TV film                                                                          |
| 2014–2019  | Jane the Virgin                        | Jane Villanueva           | hlavní role, 100 dílů                                                            |
| 2016       | Bitva playbacků                        | Samu sebe                 | díl: „Gina Rodriguez vs. Wilmer Valderrama“                                      |
| 2018       | Brooklyn 99                            | Alice                     | díl: „Jake & Amy“                                                                |
| 2018       | Zvířátka                               | vypravěč                  | díl: „Pigeons“                                                                   |
| 2018–dosud | Big Mouth                              | Gina Alvarez (hlas)       | vedlejší role, 12 dílů                                                           |
| 2018–2019  | Elena z Avaloru                        | princezna Marisa (hlas)   | 3 díly                                                                           |
| 2019–dosud | Carmen Sandiego                        | Carmen Sandiego (hlas)    | hlavní role                                                                      |
| 2019       | Robot Chicken                          | Ginger (hlas)             | díl: „Robot Chicken's Santa's Dead (Spoiler Alert) Holiday Murder Thing Special“ |
| 2020       | Diary of a Future President            | budoucí prezidentka Elena | hlavní role, také výkonná producentka                                            |

### jako režisérka
| Rok       | Název                       | Poznámky             |
| --------- | --------------------------- | -------------------- |
| 2018–2019 | Jane the Virgin             | 3 díly               |
| 2019      | Charmed                     | díl: „Witch Perfect“ |
| 2020      | Diary of a Future President | díl: „Hello World“   |

## Ocenění a nominace
| Rok  | Ocenění                                    | Kategorie                                                                                   | Práce                    | Výsledek  |
| ---- | ------------------------------------------ | ------------------------------------------------------------------------------------------- | ------------------------ | --------- |
| 2011 | Imagen Award                               | Nejlepší ženský herecký výkon ve vedlejší roli (film)                                       | Go for It!               | nominace  |
| 2012 | Imagen Award                               | Nejlepší ženský herecký výkon v hlavní roli (film)                                          | Filly Brown              | vítězství |
| 2013 | ALMA Award                                 | Ocenění az film (s Edwardem Jamesem Olmosem, Michaelem D. Olmosem a Lou Diamond Phillipsem) | Filly Brown              | vítězství |
| 2014 | Imagen Award                               | Nejlepší ženský herecký výkon ve vedlejší roli (film)                                       | Sleeping with the Fishes | nominace  |
| 2014 | Young Hollywood Award                      | Stoupající hvězda                                                                           | —                        | vítězství |
| 2015 | Zlatý glóbus                               | Nejlepší ženský herecký výkon v hlavní roli – televizní seriál (muzikál nebo komedie)       | Jane the Virgin          | vítězství |
| 2015 | Critics' Choice Award                      | Nejlepší ženský herecký výkon v hlavní roli (komedie)                                       | Jane the Virgin          | nominace  |
| 2015 | EWwy Award                                 | Nejlepší herečka (komedie)                                                                  | Jane the Virgin          | vítězství |
| 2015 | Television Critics Association             | Individuální ocenění (komedie)                                                              | Jane the Virgin          | nominace  |
| 2015 | Gold Derby Award                           | Objev roku                                                                                  | Jane the Virgin          | vítězství |
| 2015 | Gold Derby Award                           | Nejlepší ženský herecký výkon v hlavní roli (komedie)                                       | Jane the Virgin          | nominace  |
| 2015 | Teen Choice Award                          | Nejlepší televizní herečka (komedie)                                                        | Jane the Virgin          | nominace  |
| 2015 | Teen Choice Award                          | Televizní objev roku                                                                        | Jane the Virgin          | nominace  |
| 2015 | Teen Choice Award                          | Nejlepší televizní polibek (s Justinem Baldonim)                                            | Jane the Virgin          | nominace  |
| 2015 | Imagen Awards                              | Nejlepší herečka (televize)                                                                 | Jane the Virgin          | vítězství |
| 2015 | Online Film & Television Association Award | Nejlepší ženský herecký výkon v hlavní roli – televizní seriál (komedie)                    | Jane the Virgin          | nominace  |
| 2015 | Women's Image Network Award                | Nejlepší ženský herecký výkon v hlavní roli – televizní seriál (komedie)                    | Jane the Virgin          | nominace  |
| 2015 | Dorian Award                               | Stoupající hvězda                                                                           | —                        | vítězství |
| 2016 | Zlatý glóbus                               | Nejlepší ženský herecký výkon v hlavní roli – televizní seriál (muzikál nebo komedie)       | Jane the Virgin          | nominace  |
| 2016 | NAACP Image Award                          | Nejlepší ženský herecký výkon v hlavní roli – televizní seriál (komedie)                    | Jane the Virgin          | nominace  |
| 2016 | Critics' Choice Award                      | Nejlepší herečka (komedie)                                                                  | Jane the Virgin          | nominace  |
| 2016 | Satellite Award                            | Nejlepší herečka (muzikál nebo komedie)                                                     | Jane the Virgin          | nominace  |
| 2016 | Imagen Award                               | Nejlepší herečka (televize)                                                                 | Jane the Virgin          | vítězství |
| 2016 | CinemaCon Award                            | Hvězda zítřka – žena                                                                        | —                        | vítězství |
| 2017 | Zlatý glóbus                               | Nejlepší ženský herecký výkon v hlavní roli – televizní seriál (muzikál nebo komedie)       | Jane the Virgin          | nominace  |
| 2017 | People's Choice Award                      | Nejlepší televizní herečka (komedie)                                                        | Jane the Virgin          | nominace  |
| 2017 | Black Reel Award                           | Nejlepší herečka (komedie)                                                                  | Jane the Virgin          | nominace  |
| 2017 | MTV Award                                  | Nejlepší televizní herec/herečka                                                            | Jane the Virgin          | nominace  |
| 2017 | Teen Choice Award                          | Nejlepší televizní herečka (komedie)                                                        | Jane the Virgin          | nominace  |
| 2018 | MTV Award                                  | Nejlepší polibek (s Justinem Baldonim)                                                      | Jane the Virgin          | nominace  |
| 2018 | Teen Choice Award                          | Nejlepší televizní herečka (komedie)                                                        | Jane the Virgin          | vítězství |
| 2018 | Teen Choice Award                          | Nejlepší polibek (s Justinem Baldonim)                                                      | Jane the Virgin          | nominace  |
| 2019 | MTV Award                                  | Nejlepší seriálový výkon                                                                    | Jane the Virgin          | nominace  |
| 2019 | Imagen Awards                              | Nejlepší seriálová herečka                                                                  | Jane the Virgin          | nominace  |
| 2019 | Teen Choice Award                          | Nejlepší televizní herečka: komedie                                                         | Jane the Virgin          | nominace  |